# 40M Nimród
Il 40M Nimród era un semovente antiaereo ungherese, copia su licenza dello svedese Luftvärnskanonvagn L-62 Anti II, utilizzato nella seconda guerra mondiale.

## Storia

### Sviluppo

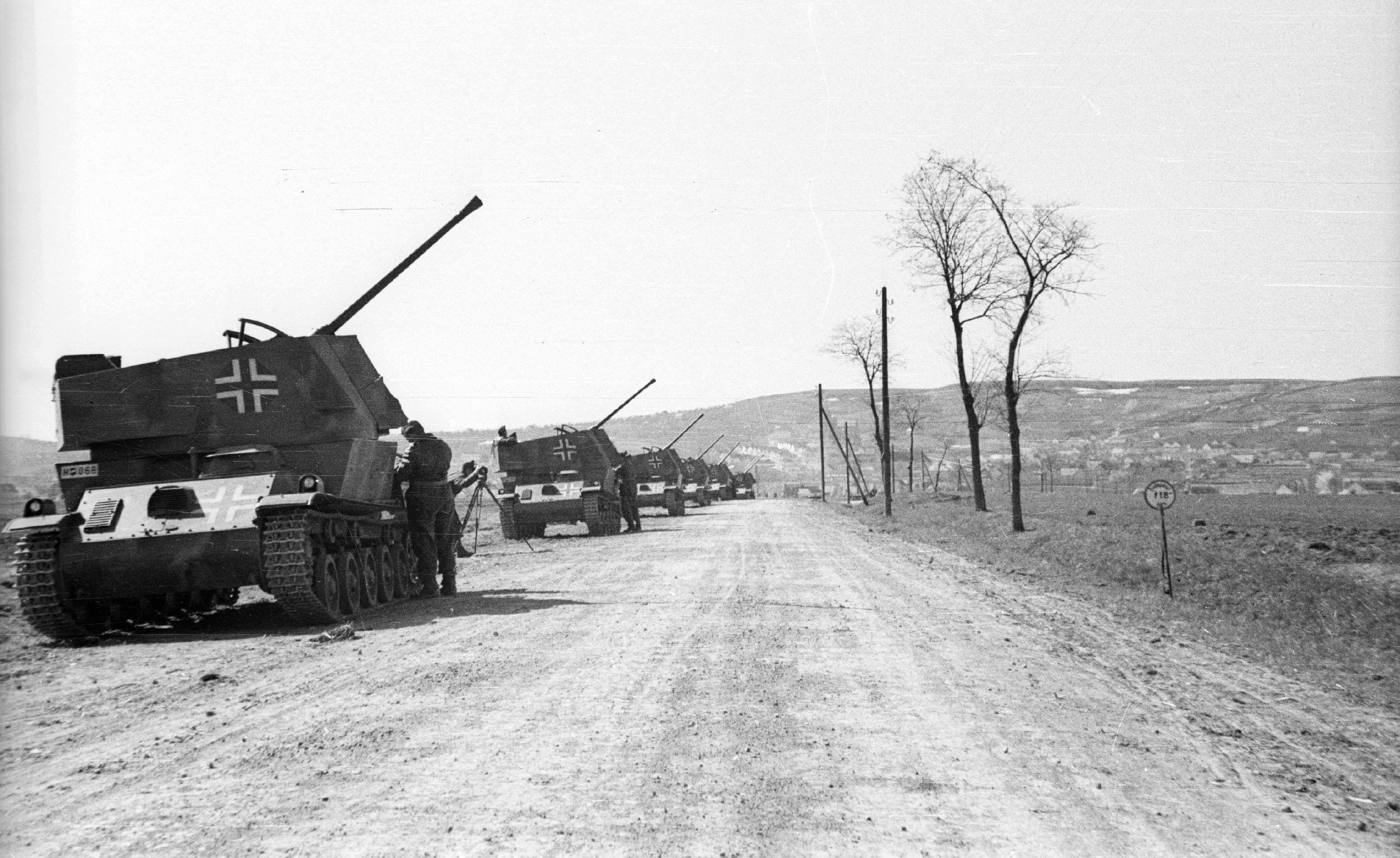
Schieramento in campo aperto di una batteria di Nimród

Originariamente il mezzo venne destinato sia al arma antiaerea che controcarro, ma si dimostrò rapidamente inefficace contro i carri armati sovietici KV. Fu quindi utilizzato primariamente contro i blindati leggeri e per la difesa aerea.

### Impiego operativo
Il Nimród venne prodotto dalla Manfréd Weiss. Un primo lotto di 46 veicoli, motorizzati con il tedesco Büssing-NAG L8V/36TR, fu seguito da un altro lotto di 89 mezzi, con motore ungherese Ganz IP VGT 107 Type II, prodotto su licenza della Büssing. Le seguenti unità impiegarono il mezzo:
- 51º Battaglione corazzato pesante/1ª Divisione corazzata ungherese
- 52º Battaglione corazzato pesante/2ª Divisione corazzata ungherese
- 1ª Divisione di cavalleria

Le batterie di Nimród assegnate ai battaglioni corazzati e motorizzati erano dotati di 6 mezzi ciascuna, su plotoni di 2 mezzi.

## Tecnica
Il 40M Nimród era basato sul telaio del carro armato leggero 38M Toldi, a sua volta derivato dallo svedese Landsverk L-60B. Il telaio, allungato rispetto all'originale, aveva un equipaggio di 6 uomini: capocarro, pilota, due cannonieri e due porgitori. L'unico armamento del mezzo era il cannone automatico antiaereo 36M 40 mm Bofors, anche questo prodotto su licenza svedese. Il pezzo sparava sia munizioni standard antiaeree che proiettili perforanti di fabbricazione ungherese. Aveva una cadenza di tiro di 120 colpi al minuto ed una capacità di penetrazione di 46 mm a 100 m e 30 mm a 1.000 m. La riserva di munizioni a bordo era di 160 colpi.
Tardi, durante la guerra, il veicolo venne dotato della munizione 42M "Kerngranate", una granata razzo che veniva lanciata dalla volata del cannone come una granata da fucile.